# 고요 (영화)
고요(The Silence, Sokhout)는 이란, 타지키스탄, 프랑스에서 제작된 모흐센 마흐말바프 감독의 1998년 영화이다.
이 영화는 1998년부터 이란에서 금지되어 있다.

## 출연
- Tahmineh Normatova - 코시드 역
- Nadereh Abdelahyeva - 나데레 역
- Goibibi Ziadolahyeva - 코시드의 어머니 역